# CA Estudiantes de Buenos Aires
CA Estudiantes de Buenos Aires is een Argentijnse voetbalclub uit Caseros in de regio Groot-Buenos Aires die werd opgericht op 15 augustus 1898. De club is bekend als Club Atlético Estudiantes. Als de naam Buenos Aires erachter wordt vermeld is dat meestal om een onderscheid te maken met het veel succesvollere Estudiantes de La Plata.

## Erelijst
- Primera C (1942)
- Primera C (1966)
- Primera B (1977)
- Primera B Metropolitana (1999/2000)
- Primera B Metropolitana (Apertura 2006)